# Runový kámen

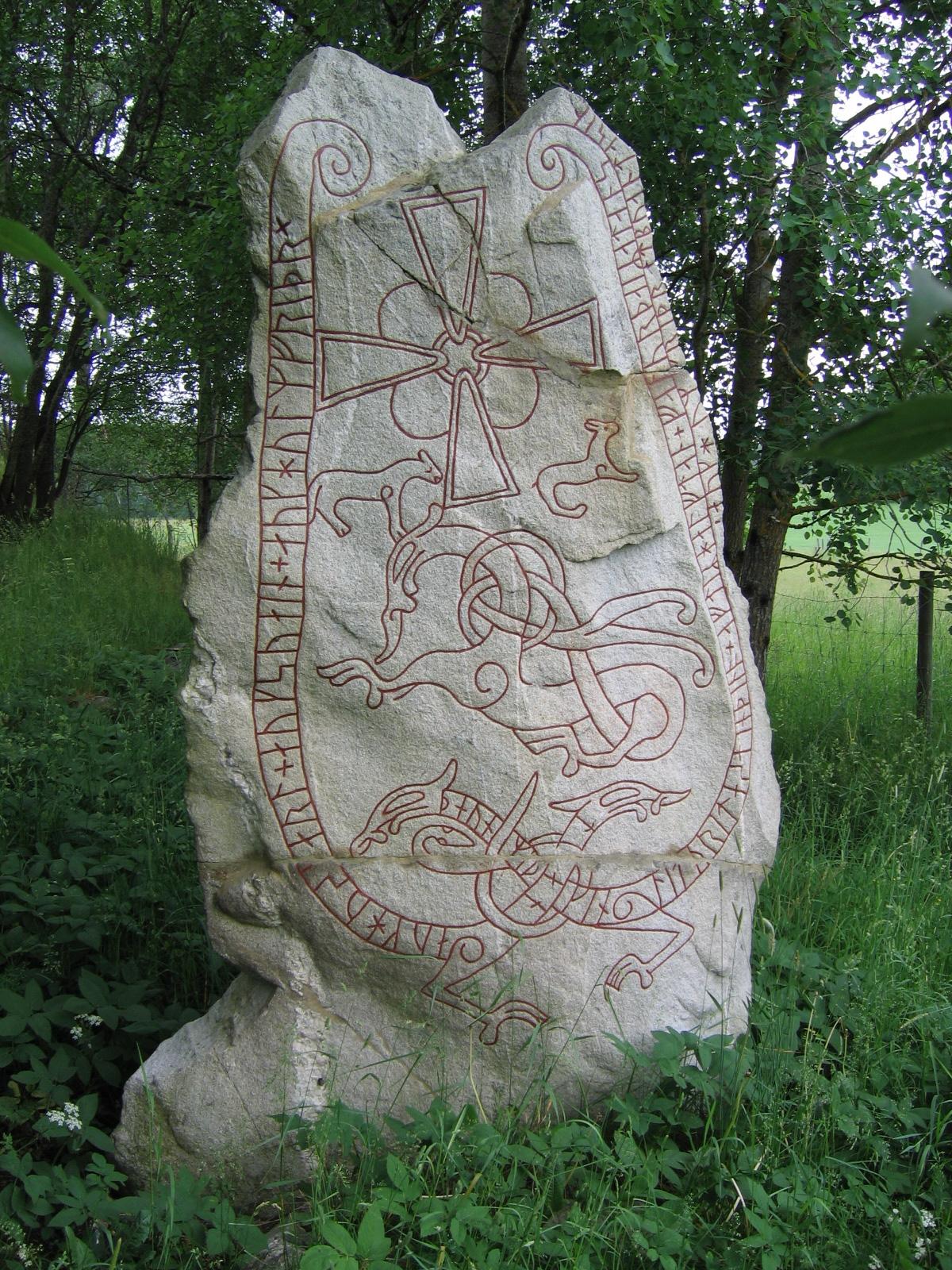
Runový kámen U 240 u švédského Lingsbergu

Runový kámen je svisle postavený kámen s runovým nápisem. Někdy se může jednat nápisy na bludných kamenech nebo skálách. Kameny lze datovat do čtvrtého do dvanáctého století, avšak mnoho kamenů pochází z Vikinské éry. Nejvíce runových kamenů se nachází ve Skandinávii, ale kameny jsou roztroušeny i v oblastech obývaných severskými národy během Vikinské éry. Runové kameny bývají často pomníky zemřelých osob. Po osazení, byly runové kameny obyčejně opatřeny jasnými barvami, jež se do dnešních dnů již nedochovaly.